# Paddy O'Hara
Paddy O'Hara è un film muto del 1917 diretto da Walter Edwards con la supervisione di Thomas H. Ince.

## Produzione
Il film fu prodotto dalla Kay-Bee Pictures e dalla New York Motion Picture.

## Distribuzione
Distribuito dalla Triangle Distributing, il film uscì nelle sale cinematografiche degli Stati Uniti il 15 aprile 1917.
Non si conoscono copie ancora esistenti della pellicola che viene considerata presumibilmente perduta.